# Ancistrocerus dolorans
Ancistrocerus dolorans är en stekelart som beskrevs av Giordani Soika. Ancistrocerus dolorans ingår i släktet murargetingar, och familjen Eumenidae. Inga underarter finns listade i Catalogue of Life.